# پل هنگ کنگ-ماکائو-ژوهای
پل هنگ کنگ-ماکائو-ژوهای (به انگلیسی: Hong Kong–Zhuhai–Macau Bridge) منطقه ژوهای در جنوب چین را به هنگ کنگ و ماکائو وصل می‌کند. طولانی‌ترین گذرگاه دریایی جهان در جنوب چین است.
این پل و مسیری که آن را به جاده متصل می‌کند در مجموع ۵۵ کیلومتر طول دارد و هنگ‌کنگ را به شبه‌جزیره ماکائو و به شهر جوهای در خاک چین متصل می‌کند. هزینه ساخت این پل حدود ۲۰ میلیارد دلار شده‌است.